# Ламір (Асалем)
Ламір (перс. لمير) — село в Ірані, у дегестані Хараджґіль, у бахші Асалем, шагрестані Талеш остану Ґілян. У переписі 2006 року вказане як окремий населений пункт, але без відомостей про чисельність населення.

## Клімат
Середня річна температура становить 10,23 °C, середня максимальна – 25,18 °C, а середня мінімальна – -5,75 °C. Середня річна кількість опадів – 404 мм.
| Клімат поселення                              | Клімат поселення | Клімат поселення | Клімат поселення | Клімат поселення | Клімат поселення | Клімат поселення | Клімат поселення | Клімат поселення | Клімат поселення | Клімат поселення | Клімат поселення | Клімат поселення | Клімат поселення |
| Показник                                      | Січ.             | Лют.             | Бер.             | Квіт.            | Трав.            | Черв.            | Лип.             | Серп.            | Вер.             | Жовт.            | Лист.            | Груд.            |                  |
| Середній максимум, °C                         | 6,25             | 6,18             | 8,09             | 13,94            | 19,40            | 23,65            | 25,18            | 24,89            | 20,77            | 17,98            | 10,78            | 6,90             |                  |
| Середня температура, °C                       | 0,28             | 0,21             | 2,12             | 7,98             | 13,43            | 17,69            | 20,92            | 20,62            | 16,52            | 13,71            | 6,52             | 2,64             |                  |
| Середній мінімум, °C                          | −5,66            | −5,75            | −3,83            | 2,03             | 7,48             | 11,74            | 16,68            | 16,38            | 12,27            | 9,46             | 2,27             | −1,61            |                  |
| Норма опадів, мм                              | 32               | 32               | 50               | 54               | 43               | 20               | 12               | 14               | 28               | 43               | 36               | 40               |                  |
| Середньомісячна швидкість вітру, м/с          | 2.10             | 2.58             | 2.56             | 2.70             | 2.24             | 2.08             | 2.31             | 2.18             | 1.86             | 1.96             | 2.10             | 2.10             |                  |
| Середньомісячна сонячна радіація, кДж/м²·день | 7377             | 9880             | 12107            | 16187            | 20074            | 22885            | 23416            | 20067            | 16937            | 12014            | 8912             | 6999             |                  |
| --------------------------------------------- | ---------------- | ---------------- | ---------------- | ---------------- | ---------------- | ---------------- | ---------------- | ---------------- | ---------------- | ---------------- | ---------------- | ---------------- | ---------------- |
| Джерело:                                      |                  |                  |                  |                  |                  |                  |                  |                  |                  |                  |                  |                  |                  |